# Lafões
Região de Lafões é um território do centro de Portugal, situado na região hidrográfica do Rio Vouga. Corresponde aproximadamente aos municípios de Oliveira de Frades, São Pedro do Sul e Vouzela. Até 1836, este território, conhecido também por Terra de Lafões e por vezes dito Alafões (grafia antiga: Alafoens), constituía um extenso concelho com 38 freguesias e cerca de 608 km². Tinha, em 1801, 29 458 habitantes. O concelho tinha duas sedes: Vouzela e São Pedro do Sul. Em 1836, o seu território foi dividido pelos actuais municípios.

## Cronologia
- 1336 - D. Dinis concedeu foral ao concelho de Lafões[3][4]
- 1514, 15 Dezembro - D. Manuel deu foral novo ao Concelho de Lafões[4]
- 1836 - desmembramento do concelho de Lafões nos concelhos de São Pedro do Sul e Vouzela[5]